# 哲學諮商
哲學諮商，又稱作哲學輔導。即是以哲學思考化解日常生活中所遇上的煩惱。哲學諮商於一九八零年風靡歐洲，當時阿肯巴赫不滿精神病理學和心理治療把人生問題定義為疾病，他認為這樣不能解決求助者的煩惱，所以他參考古代聖人的智慧，開創出一種助人化的哲學輔導。

## 哲學諮商歷史
一九八二年，德國哲學家阿肯巴赫成立了哲學實踐工作者的組織「德國哲學執業學會」（即是「世界哲學執業學會」的前身），並且開始以哲學諮商員的身份執業。直至九十年代《柏拉圖的靈丹》出版，該書證明了哲學諮商的有效性，引起了社會人士的注意，吸引了不少哲學家從事哲學諮商。

## 與心理諮商異同
哲學諮商與心理諮商處理的範疇相同，但切入點不同。哲學諮商主張帶領案主理性思考，不提倡用藥，也不偏重處理案主情緒的問題，因此諮商師需要有清晰的思路去引導案主去思考問題。

## 目标与方法
哲学咨询是一种相对较新的哲学运动，它应用哲学思想和辩论来解决一个人的问题。阿亨巴赫（Achenbach）认为，生活需要思考，而不是透過思想來激发生活。 因此，当生活先于思想而实践先于理论时，哲学行为便可以自己指导。 
根据NPCA实务标准的序言， 
哲学从业人员可以帮助客户阐明、解釋、探索和理解其信仰体系和世界观。客户可以諮商哲学从业人员寻求与中年危机、职业转变、压力、情绪、自负、身体疾病、死亡和垂死、衰老、生命意义和道德等问题相关的哲学问题的帮助。 另一方面，哲学从业者还可以发起具有世界意義中的项目，这些目标与生活的基本问题有关，例如可持续能源，民主等。
1. 检查客户的论点和理由
2. 重要术语和概念的澄清，分析和定义
3. 暴露和检查基本假设和逻辑含义
4. 冲突和矛盾的揭露
5. 传统哲学理论的探索及其对客户问题的意义
6. 共同商品项目的启动
7. 历史上被认为是哲学性的所有其他相关活动。 [5]

### 变化
哲学顾问的方法和方向差异很大。  一些从业者，例如Gerd B. Achenbach （德国）， Michel Weber （比利时）和Shlomit C.Schuster （以色列），都从事对话和辩证互动，但他们也承认“超越自我的方法”。 他们认为，哲学咨询的目的是增强客户的哲学能力，過程中可能还会产生治疗的意义。  而諮商从业者则更具有指导性，并将哲学咨询视为精神健康干预的一种形式。 